# یروپ
یروپ (به سوئدی: Hjärup) یک منطقهٔ مسکونی در سوئد است که در قسمت غربی بخش استفانستورپ اسکونه بین شهرهای لوند و مالمو واقع شده‌است. یروپ ۱٫۷۰ کیلومتر مربع مساحت و ۴٬۲۶۵ نفر جمعیت دارد.
قدیمی‌ترین نام برای شهر یروپ از سال ۱۱۶۴ آغاز می‌شود، زمانی که روستا به عنوان Hyathorp نامیده می‌شود. ساختمان‌های این منطقه عمدتاً به صورت ویلایی است.